# Perry King
Perry Firestone King, bardziej znany jako Perry King (ur. 30 kwietnia 1948 w Alliance) – amerykański aktor i reżyser. Odtwórca roli detektywa Cody’ego Allena w serialu NBC Riptide (1984–1986).

## Życiorys

### Wczesne lata
Urodził się w Alliance w Ohio jako czwarte z pięciorga dzieci lekarza Roberta Kinga i gospodyni domowej, utrzymywanej z wynagrodzenia socjalnego z Nowego Jorku. Jego babka była aktorką, dziadek ze strony matki, redaktorem renomowanych książek Maxwell Perkins wylansował takich pisarzy jak: Thomas Wolfe, Scott Fitzgerald i Ernest Hemingway.
Uczęszczał do Santa Paul’s Preparatory School w Concord, w stanie New Hampshire. Po ukończeniu Mount Union College podjął studia na wydziale dramatycznym Uniwersytetu Yale (w New Haven). W 1970 dzięki stypendium mógł kontynuować studia aktorskie u Johna Housemana w nowojorskiej Juilliard School.

### Kariera
W 1971 zadebiutował na nowojorskiej scenie w spektaklu Gra dziecka. Występował potem w przedstawieniach: Listy miłosne, Dziwactwo słowika (Eccentricities of a Nightingale) Tennessee Williamsa w Los Angeles, Problemy z Europą (1980) i Jesse James w Nowym Jorku, Kostka z Phoenix Theatre Group w Los Angeles, Otello jako Kasjusz podczas Shakespeare Festival w Waszyngtonie, Kupiec Wenecki w Globe Theatre w Los Angeles, Ludzie honoru (1990) jako pułkownik Jessup na Broadwayu i Poza siedmioma (1997/1998) w Globe Playhouse w Los Angeles. W 1999 debiutował jako reżyser spektaklu Zmienne łóżka i taniec w Secret Rose Theatre w północnym Hollywood.
Po raz pierwszy wystąpił na ekranie w dramacie Rappaccini (1966). Karierę kinową otworzyła mu sugestywna rola niepokojącego psychopatycznego młodszego brata Shirley MacLaine w dreszczowcu Opętanie Joela Delaneya (The Possession of Joel Delaney, 1972) i udział w adaptacji powieści Kurta Vonneguta Rzeźnia numer pięć (Slaughterhouse-Five, 1972). W dramacie Panowie z Flatsbuh (The Lord’s of Flatbush, 1974) wraz z Sylvesterem Stallone stworzył rolę budzącego respekt buntownika z nowojorskiego Brooklynu lat 50. Partnerował Raquel Welch jako robiący karierę amant w komediodramacie Dzikie przyjęcie (The Wild Party, 1975), był chłopakiem ofiary gwałtu w dramacie Szminka (Lipstick, 1976) z udziałem wnuczek Ernesta Hemingwaya. W wyprodukowanej przez Andy’ego Warhola mrocznej komedii kryminalnej Bad (1977) wystąpił jako L.T. z Carroll Baker i Susan Tyrrell. W komediodramacie kryminalnym Roberta Aldricha The Choirboys (1977) zagrał policjanta Baxtera Slate’a.
Był przesłuchiwany do roli Hana Solo w Gwiezdnych wojnach, ale rolę ostatecznie otrzymał Harrison Ford. Jednakże odtworzył postać w adaptacjach radiowych z cyklu Gwiezdne wojny i obydwóch jego dalszych ciągach.
W thrillerze Klasa 1984 (Class of 1984, 1982) był początkującym nauczycielem szkoły średniej z brutalnymi uczniami. Odniósł sukces w uhonorowanym niemiecką nagrodą Złotego Ekranu dramacie sensacyjnym Mandingo (1975) w roli syna plantatora z amerykańskiego południa, doprowadzonego do ożenku z bogatą panną o dość dwuznacznej opinii. Wbrew swemu emploi, zagrał geja, który żeni się z homoseksualną kobietą w melodramacie Odmienna opowieść (A Different Story, 1978) z Meg Foster. Powrócił na duży ekran dopiero na początku lat 90., gdzie ciągle jeszcze emanował zmysłowością w niewielkiej roli cynicznego uwodziciela, który zostaje utopiony przez trzy kochanki w komedii kryminalnej fantasy Blake’a Edwardsa Switch: Trudno być kobietą (Switch, 1991).
Bardziej znany i ceniony jednak stał się z małego ekranu. W 1975 otrzymał nominację do hollywoodzkiej nagrody Złotego Jabłka. W melodramacie Więźniowie: Historia pewnej miłości (Inmates: A Love Story, 1981) ukazał bardziej subtelne oblicze jako skazany za oszustwo księgowy, zakochany w złodziejce (Kate Jackson). Jego kreacja pacjenta szkockiego żołnierza Yanka w telewizyjnym dramacie Porywcze serce (The Hasty Heart, 1983) z Cheryl Ladd została nominowana do nagrody Złotego Globu. W miniserialu CBS na podstawie powieści Judith Krantz Tylko Manhattan (I’ll Take Manhattan, 1987) wcielił się w czarny charakter – mściwego i podstępnego Cuttera Amberville’a, który romansuje z żoną swojego starszego brata i staje się wyrodnym ojcem ich homoseksualnego syna. Osobowość aktora jak osobowość granego przezeń bohatera – przerażała, ale i pociągała. Podobnie zresztą jak odtwarzana przez niego postać nieprzyjemnego Hayleya Armstronga w operze mydlanej Melrose Place (1995) czy jako patriarcha zamożnej rodziny – Richard Williams, niewierny mąż i ojciec syna marnotrawnego w serialu NBC Wybrańcy fortuny (Titans, 2000) z Yasmine Bleeth. Grał także role poczciwców; budził sympatię jako wynajęty prywatny detektyw w telewizyjnej ekranizacji powieści Danielle Steel Kalejdoskop (Kaleidoscope, 1990) z Jaclyn Smith czy w roli kowboja Clinta Brannana w melodramacie telewizyjnym Kowboj i aktoreczka (The Cowboy and the Movie Star, 1998) z Sean Young.
Zajmuje się także dubbingiem. W 1981 użyczył swojego głosu Hanowi Solo w 13-odcinkowej (sześcioipółgodzinnej) adaptacji radiowej filmu sci-fi Gwiezdne wojny (Star Wars). Mówił też rolę Samsona w serialu animowanym Opowieści biblijne: Samson i Dalila (Samson & Delilah, 1985).

## Życie prywatne
W latach 1967–1979 był żonaty z prawniczką Karen Hryharrow, z którą ma córkę Louise (ur. w lutym 1971). 9 czerwca 1990 poślubił dziennikarkę Jamison „Jamie” Elvidge (ur. 1965), z którą ma córkę Hannah Perrin (ur. 26 lutego 1992). Od roku 1998 małżeństwo było w separacji.

## Filmografia

### Filmy fabulrne
- 1972: Rzeźnia nr 5 (Slaughterhouse-Five) jako Robert
- 1972: Opętanie Joela Delaneya (The Possession of Joel Delaney) jako Joel Delaney
- 1974: Książęta z Flatsbuh (The Lord’s of Flatbush) jako Chico Tyrell
- 1975: Foster i Laurie (Foster and Laurie) jako Rocco Laurie
- 1975: Zwariowane party (The Wild Party) jako Dale Sword
- 1975: Mandingo jako Hammond Maxwell
- 1976: Szminka (Lipstick) jako Steve
- 1977: Kapela chłopców (The Choirboys, 1977) jako Baxter Slate
- 1977: Zły Andy’ego Warhola (Andy Warhol’s Bad) jako L.T.
- 1978: Odmienna opowieść (A Different Story) jako Albert
- 1979: Poszukiwany i zgubiony (Search and Destroy) jako Kip Moore
- 1980: Miasto w strachu (City in Fear) jako porucznik John Armstrong
- 1982: Klasa 1984 (Class of 1984) jako Diane Norris
- 1982: Jasnowidz (The Clairvoyant) jako Paul ‘Mac’ McCormack
- 1982: Złote Wrota (Golden Gate) jako Jordan Kingsley
- 1991: Switch: Trudno być kobietą (Switch) jako Steve Brooks
- 1995: Wybierz mnie (Let It Be Me)
- 1999: Siła wyobraźni (Her Married Lover) jako Richard Mannhart
- 1999: Przeciwawaryjny pokój 2 (Emergency Room 2)
- 2001: Uderzona ściana (Hitting the Wall) jako policjant konny
- 2004: Pojutrze (The Day After Tomorrow) jako prezydent Stanów Zjednoczonych
- 2004: Niezadowolenia (The Discontents) jako John Walker

### Filmy TV
- 1973: Śmiertelny gość (Deadly Visitor)
- 1974: The Whirlwind (CBS)
- 1977: Hemingway gra (The Hemingway Play)
- 1979: Przezwyciężyć siebie (The Cracker Factory, TV) jako doktor Edwin Alexander
- 1979: Miłosny barbarzyński szał (Love’s Savage Fury, ABC) jako Zachary Willis
- 1981: Więźniowie: Historia pewnej miłości (Inmates: A Love Story, TV) jako Roy Matson
- 1984: Helen Keller: Cud kontynuowany (Helen Keller: The Miracle Continues) jako John Macy
- 1984: Porywcze serce (The Hasty Heart) jako Yank
- 1986: Opuszczony (Stranded) jako Nick MacKenzie
- 1986: Opowieści biblijne: Samson i Dalila (The Greatest Adventure: Stories from the Bible: Samson & Delilah, animowany) jako Samson (głos)
- 1988: Człowiek który mieszkał w hotelu Ritz (The Man Who Lived at the Ritz)
- 1988: Kąt do spania przy pasmie zachodzącego słońca (Shakedown on the Sunset Strip) jako Charles Stoker
- 1988: Klęska przy Silosie 7 (Disaster at Silo 7) jako major Hicks
- 1988: Doskonali ludzie (Perfect People) jako Ken Laxton, mąż Barbary
- 1989: Roxanne: Nagroda Pulitzera (Roxanne: The Prize Pulitzer, NBC) jako Herbert ‘Peter’ Pulitzer
- 1990: Nóż i strzelający klub (The Knife and Gun Club) jako dr Matt Haley
- 1990: Cacciatori di navi jako Phillip Asherton
- 1990: Kalejdoskop (Kaleidoscope) jako detektyw John Chapman
- 1992: Fatalna miłość (Something to Live for: The Alison Gertz Story) jako Mark
- 1992: Krzyk w nocy (A Cry in the Night) jako Erich
- 1993: Śmiertelny wirus (Jericho Fever) jako Michael Whitney
- 1993: Miejskie nieruchomości (Country Estates) jako szeryf Kurt Morgan
- 1993: Obcy w lustrze (A Stranger in the Mirror) jako Toby Temple
- 1994: Dobry król Wenceslas (Good King Wenceslas) jako Tunna
- 1994: Podwójne życie Rebeki Cross (She Led Two Lives) jako Jeffrey Madison
- 1996: Uprowadzony Lot 285 (Hijacked Flight 285) jako Frank Layton
- 1996: Oblicze zła (Face of Evil) jako Russell Polk
- 1997: Szansa na szczęście (Their Second Chance) jako Larry
- 1998: Kowboj i aktoreczka (The Cowboy and the Movie Star) jako Clint Brannan
- 1998: Przygody kucyka (The Adventures of Ragtime) jako Jerry Blue
- 2000: Wybrańcy fortuny (Titans) jako Richard Williams
- 2001: Żona doskonała (The Perfect Wife) jako dr Robert Steward
- 2002: Nowa twarz (Another Pretty Face) jako Michael
- 2004: Wizyta po latach (A Stranger at the Door) jako Greg Norris
- 2005: Dom dla urlopów (Home for the Holidays) jako Cooper
- 2005: Doskonały sąsiad (The Perfect Neighbor) jako William Costigan
- 2007: Framed for Murder jako Jason

### Seriale TV
- 1973: Centrum Medyczne (Medical Center) jako Wilson
- 1974: Hawaii Five-O jako Rick McDevitt
- 1974: Kanon (Cannon) jako Steve
- 1974: Środek jabłka (Apple’s Way) jako Jack Gale
- 1974: Hawaii Five-O jako Jay Faraday
- 1976: Kapitanowie i królowie (Captains and the Kings, NBC) jako Rory Armagh
- 1977: Aspen jako Lee Bishop
- 1979: Ostatnie wymiany (The Last Convertible, NBC) jako Russ Currier
- 1982: Pogoń (The Quest, ABC) jako Dan Underwood
- 1983-86: Riptide (Riptide, NBC) jako Cody Allen
- 1987: Tylko Manhattan (I’ll Take Manhattan, CBS) jako Cutter Amberville
- 1989: Autostopowicz (The Hitchhiker) jako Doug
- 1993: Prawie dom (Almost Home, sitcom ABC) jako Brian Morgan
- 1993: Zmartwienie z Larrym (The Trouble with Larry, sitcom CBS) jako Boyd Flatt
- 1993: Opowieści z krypty (Tales from the Crypt) jako Roger
- 1994: SWAT Kats: Radykalny szwadron (Swat Kats: The Radical Squadron, animowany) jako Randall (głos)
- 1995: Melrose Place jako Hayley Armstrong
- 1995: Po tamtej stronie (The Outer Limits) jako senator Richard Adams
- 1995: Prawo Burke’a (Burke’s Law) jako Leslie Livingston
- 1998: Strażnik (The Sentinel) jako William Ellison
- 2000: Wybrańcy fortuny (Titans) jako Richard Williams
- 2000: Para nie do pary (Will & Grace) jako John Marshall
- 2002: Spin City jako Tom Crandall
- 2004: Eve jako Jackson
- 2006: Bez śladu (Without a Trace) jako pan Mulligan
- 2007: Bracia i siostry (Brothers & Sisters) jako Curtis Jones
- 2007: Dowody zbrodni (Cold Case) jako Stan Williams
- 2010: Trzy na jednego (Big Love) jako Kongresmen Clark Paley
- 2011: Jej Szerokość Afrodyta (Drop Dead Diva) jako Warren Persky
- 2012: Mentalista (serial telewizyjny) (The Mentalist) jako Greg Bauer